# Језер (Ботошани)
Језер (рум. Iezer) насеље је у Румунији у округу Ботошани у општини Хилишеу-Хорија. Oпштина се налази на надморској висини од 215 m.

## Становништво
Према подацима из 2002. године у насељу је живело 610 становника, од којих су сви румунске националности.